# Fülöp-szigeteki labdarúgó-válogatott
A Fülöp-szigeteki labdarúgó-válogatott Fülöp-szigetek nemzeti csapata, amelyet a Fülöp-szigeteki labdarúgó-szövetség (Angolul: Philippine Football Federation) irányít.

## Nemzetközi eredmények

### Világbajnoki szereplés
- 1930: Nem indult
- 1934: Nem indult
- 1938: Nem indult
- 1950: Visszalépett
- 1954: Nem jutott be
- 1958: Nem jutott be
- 1962: Nem jutott be
- 1966: Tagsága felfüggesztve a FIFA által
- 1970: Nem indult
- 1974: Visszalépett
- 1978-1994: Nem indult
- 1998: Nem jutott be
- 2002: Nem jutott be
- 2006: Nem indult
- 2010: Nem indult.
- 2014: Nem jutott be
- 2018: Nem jutott be

### Ázsia-kupa-szereplés
- 1956: Csoportkör
- 1960: Selejtező
- 1964: Nem jutott be
- 1968: Nem jutott be
- 1972: Nem indult
- 1976: Nem indult
- 1980: Nem jutott be
- 1984: Nem jutott be
- 1988: Nem indult
- 1992: Nem indult
- 1996: Kizárva
- 2000: Nem jutott be
- 2004: Nem jutott be
- 2007: Nem indult
- 2011: Nem jutott be
- 2015: Nem jutott be